# Megachile aurifacies
Megachile aurifacies är en biart som beskrevs av Pasteels 1985. Megachile aurifacies ingår i släktet tapetserarbin, och familjen buksamlarbin. Inga underarter finns listade i Catalogue of Life.